# Any-Martin-Rieux
Any-Martin-Rieux és un municipi francès situat al departament de l'Aisne i a la regió dels Alts de França. L'any 2007 tenia 510 habitants.

## Demografia

### Població
El 2007 la població de fet d'Any-Martin-Rieux era de 510 persones. Hi havia 190 famílies de les quals 44 eren unipersonals (20 homes vivint sols i 24 dones vivint soles), 61 parelles sense fills, 65 parelles amb fills i 20 famílies monoparentals amb fills.
La població ha evolucionat segons el següent gràfic:
Habitants censats

### Habitatges
El 2007 hi havia 225 habitatges, 197 eren l'habitatge principal de la família, 21 eren segones residències i 7 estaven desocupats. 220 eren cases i 1 era un apartament. Dels 197 habitatges principals, 161 estaven ocupats pels seus propietaris, 27 estaven llogats i ocupats pels llogaters i 8 estaven cedits a títol gratuït; 6 tenien dues cambres, 23 en tenien tres, 44 en tenien quatre i 123 en tenien cinc o més. 182 habitatges disposaven pel capbaix d'una plaça de pàrquing. A 101 habitatges hi havia un automòbil i a 71 n'hi havia dos o més.

### Piràmide de població
La piràmide de població per edats i sexe el 2009 era:
| Homes | Edats   | Dones |
| ----- | ------- | ----- |
| 0     | 95 o +  | 0     |
| 0     | 90 a 94 | 0     |
| 0     | 85 a 89 | 0     |
| 12    | 80 a 84 | 8     |
| 12    | 75 a 79 | 20    |
| 12    | 70 a 74 | 12    |
| 4     | 65 a 69 | 24    |
| 20    | 60 a 64 | 12    |
| 4     | 55 a 59 | 8     |
| 32    | 50 a 54 | 16    |
| 24    | 45 a 49 | 20    |
| 8     | 40 a 44 | 8     |
| 20    | 35 a 39 | 16    |
| 8     | 30 a 34 | 24    |
| 16    | 25 a 29 | 8     |
| 8     | 20 a 24 | 0     |
| 32    | 15 a 19 | 4     |
| 20    | 10 a 14 | 12    |
| 4     | 5 a 9   | 4     |
| 24    | 0 a 4   | 16    |

## Economia
El 2007 la població en edat de treballar era de 296 persones, 217 eren actives i 79 eren inactives. De les 217 persones actives 185 estaven ocupades (107 homes i 78 dones) i 32 estaven aturades (12 homes i 20 dones). De les 79 persones inactives 23 estaven jubilades, 25 estaven estudiant i 31 estaven classificades com a «altres inactius».

### Ingressos
El 2009 a Any-Martin-Rieux hi havia 194 unitats fiscals que integraven 505 persones, la mediana anual d'ingressos fiscals per persona era de 13.899 €.

### Activitats econòmiques
Dels 12 establiments que hi havia el 2007, 2 eren d'empreses alimentàries, 2 d'empreses de construcció, 3 d'empreses de comerç i reparació d'automòbils, 1 d'una empresa de transport, 1 d'una empresa d'hostatgeria i restauració, 1 d'una entitat de l'administració pública i 2 d'empreses classificades com a «altres activitats de serveis».
Dels 4 establiments de servei als particulars que hi havia el 2009, 1 era un paleta, 1 lampisteria, 1 perruqueria i 1 restaurant.
L'únic establiment comercial que hi havia el 2009 era una carnisseria.
L'any 2000 a Any-Martin-Rieux hi havia 20 explotacions agrícoles que ocupaven un total de 1.400 hectàrees.

## Equipaments sanitaris i escolars
El 2009 hi havia una escola elemental.

## Poblacions més properes
El següent diagrama mostra les poblacions més properes.